# Малі Чапурники
Малі Чапурники (рос. Малые Чапурники) — село у Світлоярському районі Волгоградської області Російської Федерації.
Населення становить 805 осіб. Входить до складу муніципального утворення Большечапурниковське сільське поселення.

## Історія
Село розташоване у межах українського історичного та культурного регіону Жовтий Клин.
Згідно із законом від 14 травня 2005 року № 1059-ОД органом місцевого самоврядування є Большечапурниковське сільське поселення.

## Населення
| 2010 |
| ---- |
| 805  |

## Люди
В селі народився Масаутов Рафаель Зейнурович (нар. 1934) — український художник.